# Сузана Джоунс
Сузана Джоунс (на английски: Susanna Jones) е английска писателка на произведения в жанра психологически трилър.

## Биография и творчество
Сузана Джоунс е родена през 1967 г. в Кингстън ъпон Хъл, Англия. Баща ѝ е университетски професор, а майка ѝ е учителка, след това училищен инспектор. Прекарва детството си в Хорнси в Източен Йоркшър. Следва специалност драма в колежа „Роял Холоуей“ на Лондонския университет, където започва да се интересува от японската култура чрез изучаване на театър Но. След дипломирането си през 1988 г., пътува до Япония, където преподава английски език в Нагоя по програмата JET, после прекарва две години в Турция, след което се завръща в Япония през 1994 г., където живее и работи в Чиба. По-късно се премества в Токио, където работи като редактор на радиосценарий и водещ за NHK Radio.
Докато е в Токио, започва да пише първия си роман, който се развива в града. През 1996 г. следва творческо писане в Университета на Манчестър и завършва с магистърска степен. След дипломирането си, в периода 2003 – 2005 г. преподава художествена литература в университета в Ексетър.
Първият ѝ роман „Птицата земетръс“ е издаден през 2001 г. Англичанката Люси Флай, която работи като преводач в Япония, става гид на новодошлата Лили Бриджис и и помага да се установи. Двете са от Йоркшир и стават съперници за обичта на загадъчен японец фотограф. Когато разчлененото тяло на Лили е открито в Токио, Люси е заподозряна и ще трябва да докаже своята невинност. Дебютният ѝ трилър печели наградата „Джон Луелин Рис“, наградата „Бети Траск“ и наградата на Британската асоциация на писателите на криминални романи „Джон Криси кинжал“ (сега „Нов кървав кинжал“). През 2019 г. романът е екранизиран в едноименния филм с участието на Алисия Викандер и Райли Киоу.
Следват романите ѝ „Водна лилия“ (2003) – за връзката между англичанка и японец, „Ръководство за любовта на изчезналото лице“ (2007) и „Когато нощите бяха студени“ (2012). Като преподавателка чете лекции по творческо писане в колежа „Роял Холоуей“.
Сузана Джоунс живее със семейството си близо до Брайтън.

## Произведения

### Самостоятелни романи
- The Earthquake Bird (2001)[1][2]
Птицата земетръс, изд.: „Интенс“, София (2020), прев. Тодор Кенов
- Water Lily (2003)
- The Missing Person's Guide to Love (2007)
- When Nights Were Cold (2012)

### Документалистика
- The Illustrated Brighton Moment (2008) – с Лорънс Зийгън[2]

### Екранизации
- 2019 Earthquake Bird